# 史瓦帝尼交通

## 鐵路
總長：301公里(2002年)，其中71公里不是使用中(1997年起)
窄軌：301公里(2002年)，297公里是1067厘米闊(1997年起)

### 鐵路線往其他國家
- 莫桑比克
- 纳米比亚
- 南非

### 地圖
- 聯合國地圖 MO （页面存档备份，存于）
- 聯合國地圖 SW
- 聯合國地圖 ZA （页面存档备份，存于）
- （页面存档备份，存于）

### 城市鐵路
- Matsapha - 東線 - Dry port
- Kadake - 東線  - 不能使用

- Golela - 北南線 - 接近南非邊境
- Phuzumoya - 北南線 - 交匯站
- Mpaka - 北南線 - 交匯站

- Mlawula - 東線 - 接近莫桑比亞邊境

## 高速公路
總長：3,800公里(2002年), 2,896公里 (1997年)
已鋪平：28%(1064公里)(2002年)
未鋪平：72%(2736公里)(2002年)

## 機場
18個(2002年)

### 跑道已鋪平
共有：1個
跑道長2,438米至3,047米：1個(2002年)

### 跑道未鋪平
共有：17個
914米至1,523米：7個
914米以下：10個(2002年)